# Бракън (окръг, Кентъки)
Окръг Бракън (на английски: Bracken County) е окръг в щата Кентъки, Съединени американски щати. Площта му е 541 km², а населението - 8279 души (2000). Административен център е град Бруксвил.